# Picoides nuttallii
Picoides nuttallii là một loài chim trong họ Picidae.